# Atlètic Club d’Escaldes
Atlètic Club d’Escaldes ist ein andorranischer Amateur-Fußballverein aus der Kleinstadt Escaldes-Engordany.

## Geschichte
Am 20. Mai 2002 gegründet, nahm der Atlètic Club ab der Saison 2002/03 am Spielbetrieb in Andorra teil und wurde auf Anhieb Tabellendritter der Segona Divisió und qualifizierte sich für die Aufstiegsspiele. Allerdings scheiterte man dort mit nur zwei Unentschieden und vier Niederlagen und hatte 14 Punkte Rückstand auf den Aufsteiger und Ortsrivalen UE Engordany. In der folgenden Saison gelangen 14 Siege bei einem Unentschieden und einer Niederlage und damit mit acht Punkten Vorsprung auf Casa Estrella de Benfica der Aufstieg in die Primera Divisió. Mit nur zwei Siegen und ohne weiteren Punktgewinn belegte Atlètic Club d’Escaldes am Ende der Hauptrunde in der Saison 2004/05 den letzten Platz, in den Abstiegsspielen gelangen jedoch drei Siege. Damit platzierte man sich dank des besseren direkten Vergleiches noch vor Gran Valira FC Encamp, die den Gang in die Zweitklassigkeit antreten mussten. Auch im folgenden Jahr fand man sich in der Abstiegszone wieder. Allerdings wurde mit 17 Punkten Abstand nach den Abstiegsplayoffs dieses Mal die Gefahr deutlich gebannt und abschließend der sechste Platz belegt. In der Saison 2006/07 stieg der Verein doch ab. Am Ende der Saison 2021/22 gewann der Verein dann erstmals den nationalen Pokal durch einen 4:1-Finalsieg über UE Extremenya und qualifizierte sich damit für die UEFA Europa Conference League. Dort schied man allerdings schon in der 1. Qualifikationsrunde gegen die Malteser von Gżira United aus. In der Saison 2022/23 wurde man Meister in der Primera Divisio und qualifizierte sich somit für die UEFA-Champions-League-Qualifikation.

## Erfolge
- Andorranischer Pokalsieger: 2022
- Meister Primera Divisiò :2023

## Europapokalbilanz
| Saison  | Wettbewerb                    | Runde                  | Gegner                 | Gesamt | Hin                  | Rück                 |
| ------- | ----------------------------- | ---------------------- | ---------------------- | ------ | -------------------- | -------------------- |
| 2022/23 | UEFA Europa Conference League | 1. Qualifikationsrunde | Gżira United           | 1:2    | 1:1 (A)              | 0:1 n. V. (H)        |
| 2023/24 | UEFA Champions League         | Vorrunde               | FK Budućnost Podgorica | 0:3    | 0:3 in Kópavogur (N) | 0:3 in Kópavogur (N) |
| 2023/24 | UEFA Europa Conference League | 2. Qualifikationsrunde | FK Partizani Tirana    | 1:5    | 0:1 (H)              | 1:4 (A)              |
| 2024/25 | UEFA Conference League        | 1. Qualifikationsrunde | F91 Düdelingen         | 0:3    | 0:1 (H)              | 0:2 (A)              |
| 2025/26 | UEFA Conference League        | 1. Qualifikationsrunde | F91 Düdelingen         | 5:3    | 2:0 (H)              | 3:2 (A)              |
| 2025/26 | UEFA Conference League        | 2. Qualifikationsrunde | Dinamo City            | 2:3    | 1:2 (H)              | 1:1 (A)              |

Gesamtbilanz: 11 Spiele, 2 Siege, 2 Unentschieden, 7 Niederlagen, 9:18 Tore (Tordifferenz −9)
Stand: 31. Juli 2025

## Stadion
Obwohl der Verein aus Escaldes-Engordany stammt, trägt er seine Heimspiele wie viele anderen andorranischen Vereine im Centre d'Entrenament de la FAF aus.